# Medal of Honor: Heroes
Medal of Honor: Heroes è un videogioco della serie Medal of Honor, prodotto da EA Games per PlayStation Portable e pubblicato negli Stati Uniti il 23 ottobre 2006 e in Europa il 24 novembre dello stesso anno. 

## Trama
Medal of Honor: Heroes inizia le sue missioni il 24 settembre 1943, quando il sergente John Baker, uno dei personaggi giocabili insieme a Manon Batiste (Medal of Honor), Jimmy Patterson (Medal of Honor: Frontline) e Joe Griffin, già protagonista di Medal of Honor: Rising Sun, altro videogioco della saga, atterra tra le colline di Paestum. Nella seconda missione, che si svolge sempre in Italia, bisogna recuperare e fuggire con la macchina Enigma. Nella terza si partecipa allo sbarco anglo-americano a Salerno, in una spiaggia piuttosto rocciosa e frastagliata della Penisola. Nella quarta si deve ritornare nello stesso luogo della seconda missione e nella quinta bisogna prendere il controllo della città di Napoli.La campagna militare successiva si svolge nel settembre 1944 nelle strade olandesi (Operazione Market Garden) e la terza tra i campi innevati del Belgio (Offensiva delle Ardenne), tra il 16 dicembre '44 e il 18 gennaio '45.